# Курена (Савона)
Курена је насеље у Италији у округу Савона, региону Лигурија.
Према процени из 2011. у насељу је живело 68 становника. Насеље се налази на надморској висини од 387 м.